# دوالي مريئية
الدوالي المريئية (بالإنجليزية: Esophageal varices)‏ هي توسع في الأوعية الدموية الموجودة في الأغشية المبطنة لتجويف المريء، تظهر غالباً في الجزء السفلي من المريء وعادة ما تكون ناتجة من فرط ضغط الدم البابي. لفرط ضغط الدم البابي عدة أسباب إلا أن أكثرها شيوعاً هو التشمع الكبدي. يعتبر النزف الحاصل من الدوالي المريئية أحد أهم الاختلاطات الطبية المصاحبة للحالة وعادة ما يتم تشخيصه وعلاجه عبر التنظير الداخلي.

## نشوء المرض
معظم الدم الموجود في المريء يصرَّف عبر الوريد المريئي الذي يصب في الوريد الفرد الذي بدوره يصب في الوريد الأجوف العلوي، إلا أن هذه الدورة لا تصرف الدم الموجود في الأوردة السطحية للمريء، تصرف الأوردة السطحية في المريء عبر الوريد المعدي الأيسر الذي يصب في وريد الباب، عندما يرتفع ضغط الدم في وريد الباب يتجمع الدم الموجود في الأوردة السطحية في أسفل المريء مسببة توسعها وتكون الدوالي المريئية نتيجة غياب أية أغشية ضامة تدعم هذه الأوردة السطحية.

## المسببات
- تشمع الكبد
- متلازم بود خياري (بالإنجليزية:  Budd-Chiari symdrome)‏
- أية أمراض تودي إلى حدوث فرط ضغط الدم البابي

## الأعراض
تكون الدوالي المريئية عادة صامتة ولا تحدث أية أعراض ملحوظة، وقد تكتشف مصادفة أثناء التنظير المعدي الداخلي، إلا أنها قد تظهر على شكل ألم مفاجيء في رأس المعدة مصحوب بإقياء دموي وقد تتطور بسرعة لتصبح حالة نزيف داخلي تستدعي التدخل السريع لإيقاف النزيف.

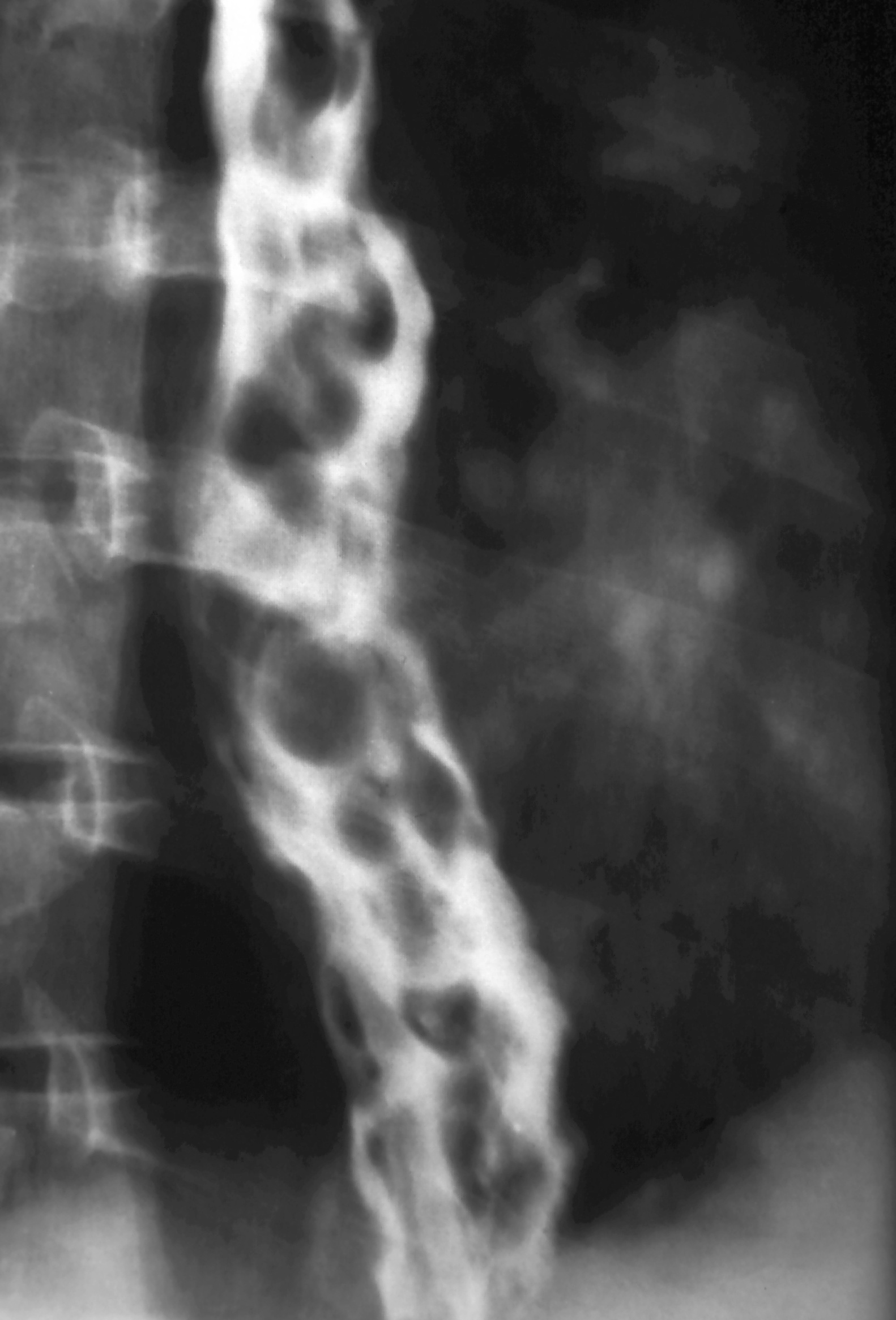

## العلاج

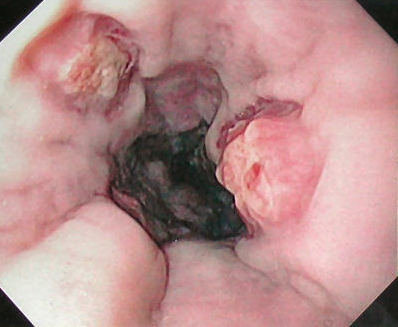
صورة مأخوذة وقت التنظير الداخلي تري الدوالي المريئية بعد أن تم ربطها

يكمن صلب العلاج في الحالات الطارئة بإيقاف النزف ومنع ضغط الدم من الهبوط لإبقاء التروية الدموية للأعضاء الحيوية في الجسم. العلاج عبر التنظير الداخلي يقى حجر الزاوية في علاج الدوالي المريئية حيث يمكن عبر عملية التنظير كي الدوالي النازفة أو المعالجة بالتصليب (حقن الدوالي بمادة مصلبة) كما يمكن ربط الدوالي خلال عملية النتظير للحؤول دون فتقها ونزفها لاحقاً.
قد يحتاج المريض إلى دعم غذائي عبر المغذية بالوريد عقب متل تلك العلاجات وذلك لعدم قدرة الجهاز الهضمي على احتواء الطعام ، وعادة ما يلجأ الأطباء إلى التغذية عبر الوريد إذا ما طالت مدة الصيام بعد العلاج التنظيري أكثر من أربعة أيام.

### الوقاية
يجب على المرضى المصابين بدوالي المرئ تلقي علاج لتجنب خطورة النزيف.